# ريوجي سايتو
ريوجي سايتو (باليابانية: 才藤 龍治) (12 مارس 1993 في طوكيو في اليابان – )؛ هو لاعب كرة قدم ياباني سابق كان يلعب كمهاجم.

## وصلات خارجية
- ريوجي سايتو على موقع رابطة كرة القدم اليابانية للمحترفين (اليابانية)
- ريوجي سايتو على موقع قاعدة بيانات كرة القدم.إي يو (الإنجليزية)
- ريوجي سايتو على موقع Soccerway.com (الإنجليزية)
- ريوجي سايتو على موقع عالم كرة القدم.نت (الإنجليزية)